# Предраг Мілович
Предраг Мілович — чорногорський підприємець, Почесний консул України в Чорногорії.

## Біографія
Народився 20 лютого 1971 року в місті Никшич.
Навчався на факультеті економіки Белградського університету. На цьому ж факультеті закінчив аспірантуру в галузі управління.
У 1990-х роках стає співзасновником чорногорсько-німецької компанії «Cairos-Stern».
У 2001 році компанія починає розробляти планування будівництва важливих об'єктів для чорногорських та іноземних інвесторів, а з 2004 року — працює ще й у галузі інформаційних технологій. Штаб-квартира компанії знаходиться у місті Никшич, її підрозділи працюють у Будві і Подгориці.
З 2014 року — Почесний консул України в Чорногорії.
У 2018 році журналісти програми «Центр розслідувань України», виявили, що ректор Київського політехнічного інституту, Михайло Згуровський, має незадекларований бізнес в Чорногорії, а саме компанію «Sky Development», яка займається продажом нерухомості на Балканах. Журналісти виявили, що «Sky Development» і «AG Infoplan», компанія Предрага Міловича, зареєстровані в одному офісі з Почесним консульством України в Чорногорії.
У 2020 році захистив дисертацію на здобуття ступеня «доктор філософії» у Київському національному економічному університеті імені Вадима Гетьмана за темою: «Адміністративно-правові засади міжнародного економічного співробітництва України та Чорногорії».

## Відзнаки
- Почесний доктор Київського політехнічного інституту (2017)[2];
- Премія імені Миколи Гоголя «Тріумф» (2017) — за вагомий внесок у популяризацію української культури в Чорногорії;
- орден «За заслуги» ІІІ ступеня (22 серпня 2016) — за вагомий особистий внесок у зміцнення міжнародного авторитету Української держави, популяризацію її історичної спадщини і сучасних надбань та з нагоди 25-ї річниці незалежності України[7].